# Dendromus mesomelas
Dendromus mesomelas — вид гризунів родини Nesomyidae. Країни проживання: Ботсвана, Демократична Республіка Конго, Кенія, Малаві, Мозамбік, Намібія, Південна Африка, Танзанія та Замбія. Його природним середовищем проживання є субтропічні або тропічні вологі гірські ліси, сухі савани, чагарникова рослинність середземноморського типу та субтропічні або тропічні високогірні луки.